# Giacomo Carini
Giacomo Carini (né le 2 juillet 1997 à Plaisance) est un nageur italien, spécialiste du papillon.
Il détient le record national du 200 m papillon en 1 min 55 s 40 (2017).